# Рогнвальд (граф Нанта)
Рогнвальд (Рагнальд, Рагенольд; фр. Rognväld, Ragnald, Ragenold; умер около 930) — граф Нанта с 919 года.

## Биография
Рогнвальд был норвежским викингом знатного происхождения. В 919 году он совершил набеги на долину реки Луары, после чего взял под контроль графство Нант. При этом он сместил графа Анжу и Нанта Фулька I, который оказался не в состоянии защищать свои владения в Бретани, захваченные им ранее.
В 921 году в дело вмешался правитель Западно-Франкского государства Роберт I. Он в течение пяти месяцев осаждал Рогнвальда и в конце концов захватил того в плен. Роберт уступил Рогнвальду опустошенные им Нант и другие владение в Бретани, с условием, что тот обратится в христианство.
В 922 году Рогнвальд участвовал в свержении короля Карла III Простоватого, а в 923 году вместе с герцогом Нормандии Роллоном опустошил земли по берегам реки Уазы. Новый король Рауль отправился в Нормандию для прекращения военных действий норманнов. Переговоры завершились в пользу Роллона, который, кроме Руана, стал ещё обладателем Эксма и Бессена.
Однако Рогнвальд, который пока не получил новых земель от Рауля, опустошил владения между Луарой и Сеной. Герцогу Аквитании Гильому II и маркграфу Нейстрии Гуго Великому пришлось иметь дело с Рогнвальдом, который вернулся в Бретань. В следующем году Рогнвальд принялся опустошать Бургундию. Однако граф Сенса Гарнье, граф Дижона Манасия II и граф Бассини Жослен II нанесли ему серьёзное поражение 6 декабря 924 года.
В 927 году король Рауль заключил мир с преемником Роллона Вильгельмом I и провел новую кампанию против Нанта. Гуго Великий и Герберт II де Вермандуа осаждались Рогнвальдом в течение пяти недель, чем последний отстоял независимость Нанта.
Рогнвальд правил только в пределах своего графства и игнорировал близлежащие территории, захваченные викингами, такие как Морбиан, Корнуай, Леон, Трегор и Доль.
В книге «Чудеса Святого Бенедикта» сказано, что Рогнвальд умер после попытки ограбить аббатство Флёри, в результате вмешательства святого. На самом деле Рогнвальд умер, вероятно, от болезни около 930 года, после чего графом стал также викинг по имени Инкон.